# Ylli Manjani
Ylli Manjani (ur. 7 maja 1973 w Lezhy) – albański prawnik, wykładowca akademicki i były polityk, minister sprawiedliwości w latach 2015–2017 w rządzie premiera Ediego Ramy.

## Życiorys
Ukończył studia prawnicze na Uniwersytecie Tirańskim. Na początku kariery zawodowej współpracował z OBWE, a następnie objął stanowisko sekretarza generalnego w kancelarii premiera Fatos Nano, z którego zrezygnował. W 2009 kandydował z ramienia Partii Socjalistycznej w okręgu Lezhë, jednak po przegranych wyborach skrytykował lidera partii, Edi Rama, i w 2011 przeszedł do Ruchu Socjalistycznego na rzecz Integracji (LSI).
W ramach LSI pełnił szereg funkcji doradczych i wykonawczych, w tym zastępcy przewodniczącego, aktywnie uczestnicząc w inicjatywach dotyczących reformy prawa. Równolegle działał jako wykładowca uniwersytecki oraz komentator spraw prawnych i politycznych, specjalizując się w kwestiach reformy sądownictwa i systemu wyborczego.
16 września 2015 został mianowany ministrem sprawiedliwości, zastępując Nasip Naço. Jego nominacja była wynikiem porozumienia koalicyjnego pomiędzy LSI a Partią Socjalistyczną. Podczas swojej kadencji podejmował działania w zakresie reformy sądownictwa i walki z korupcją. 3 lutego 2017 został odwołany ze stanowiska, a jego następcą został Petrit Vasili.
Po odejściu z rządu Manjani wycofał się z aktywnej polityki i zrezygnował z członkostwa w LSI. Powrócił do praktyki prawniczej i aktywności publicznej jako komentator.
Często wypowiada się w albańskich mediach na tematy prawne i polityczne.